# Wilhelm IV. (Jülich)

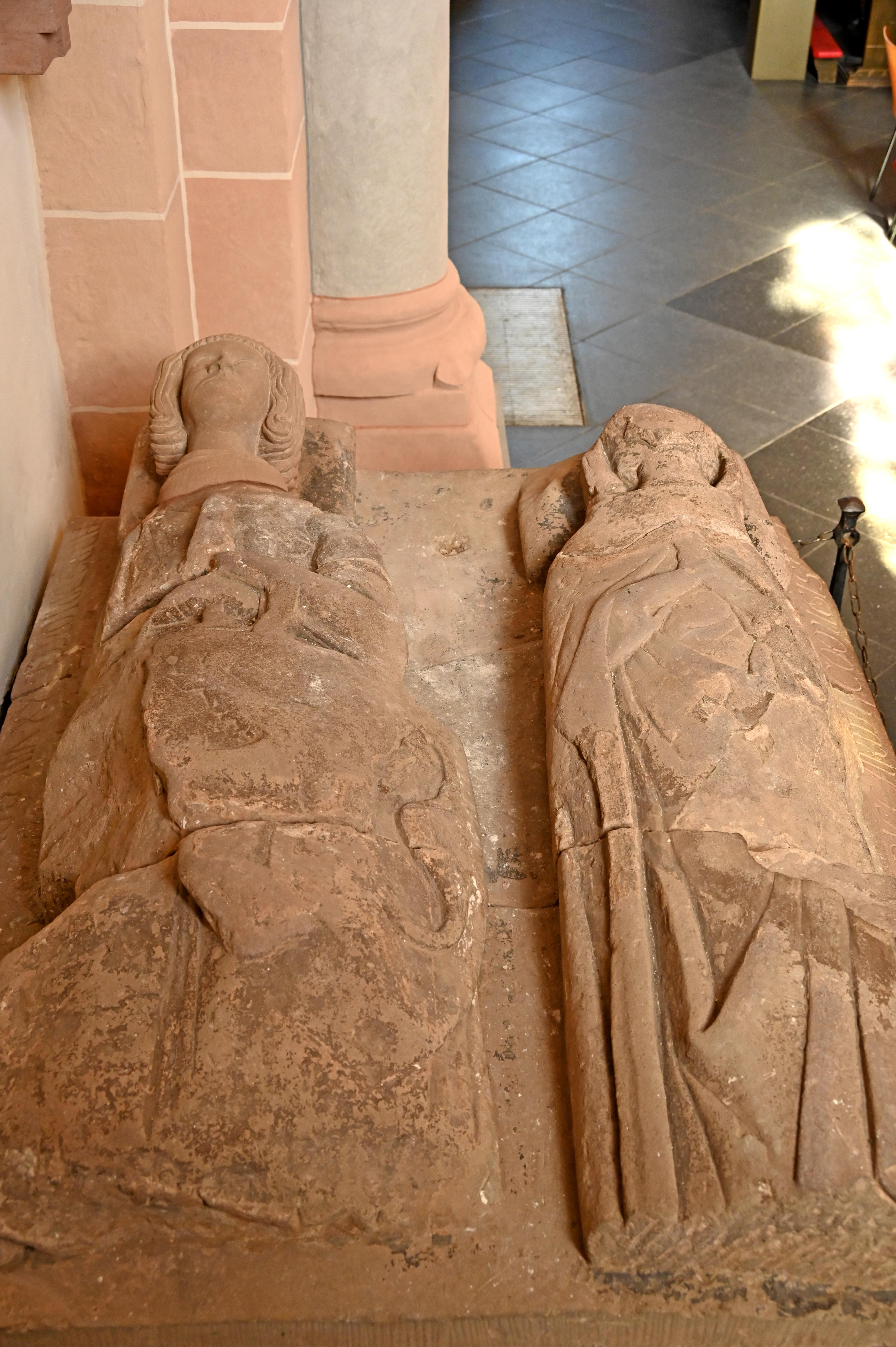
St. Johannes Baptist (Nideggen), Tumba des Grafen Wilhelm IV. von Jülich († 1278) und seiner Gemahlin Gräfin Richarda

Graf Wilhelm IV. von Jülich (* 1210; † 16. März 1278 in Aachen) war von 1225 bis zu seinem Tod Graf der Grafschaft Jülich. Sein Grabmal steht in der Kirche St. Johannes in Nideggen. Das erste Stadtsiegel Jülichs von um 1230 zeigte eine zinnenbewehrte Mauer mit zwei Türmen und einem Stadttor, in welchem der Löwenschild Wilhelms IV. stand.
Er ist nicht zu verwechseln mit Wilhelm IV. († 1511), Herzog von Jülich-Berg.

## Leben
Wilhelm war beim Tod seines Vaters Wilhelm III. († 1219) noch minderjährig. Erst sechs Jahre später trat er als Graf von Jülich auf und bestätigte die im Jahre 1219 von seinem Vater gemachte Schenkung der Kirchen von Siersdorf und Nideggen an den Deutschen Orden. In den folgenden Jahren festigte und erweiterte er seinen Herrschaftsbereich.
1234 erhob er Jülich zur Stadt, ohne auf die Rechte der Erzbischöfe von Köln Rücksicht zu nehmen, mit denen sich die Grafschaft in dauerndem Streit befand. Dies verschärfte die Auseinandersetzungen, und 1239 zerstörte der Erzbischof die Stadt. Beim Ausbau seiner Herrschaft stieß Wilhelm dann um 1240 mit dem Erwerb von Teilen der Hochstadener Erbschaft, aus der ihm Besitz um Münstereifel zufiel, wiederum mit dem Erzbischof von Köln zusammen. Unter Erzbischof Konrad von Hochstaden brach der Streit offen aus. In dessen Verlauf nahm Wilhelm 1267 Erzbischof Engelbert II. († 1274) in der Schlacht bei Zülpich gefangen und ließ ihn dreieinhalb Jahre bis 1271 in seiner Burg Nideggen einkerkern, woraufhin Papst Clemens IV. nach vergeblichen Verhandlungen das Interdikt über Jülich aussprach. Zu weiteren Streitigkeiten kam es unter Erzbischof Siegfried von Westerburg.
Von 1265 bis 1269 ließ Wilhelm sich auf den Resten einer älteren Grenzfeste die nach ihm benannte Burg Wilhelmstein errichten.

## Familie
Gemäß einer Heiratsabsprache von 1237 hatte Wilhelm IV. der Margarethe von Geldern, einer Tochter des Grafen Gerhard IV., die Ehe versprochen. Spätestens ab 1251/52 ist er mit Margarethes Schwester Richarda verheiratet. Ob Wilhelm zuerst Margarethe heiratete und dann Richarda oder ob er Richarda anstelle von Margarethe heiratete, ist jedoch nicht überliefert.
Als Söhne Wilhelms sind belegt:
- Wilhelm, nachweisbar 1260–1277, † 1278 in Aachen
- Roland,  † 1278 in Aachen
- Walram, † 1297, Probst am Aachener Marienstift 1273–1291, Graf von Jülich 1283–1297
- Gerhard, nachweisbar ab 1274, † 1328, Graf von Jülich 1297–1328
- Otto, nachweisbar 1270–1283, † vor 1288, Propst von St. Servatius in Maastricht

Als Töchter Wilhelms sind belegt:
- Margarethe,  nachweisbar 1261–1292, † 1293, verheiratet mit Diether V. von Katzenelnbogen
- Mathilde,  † vor 1279
- Richarda, zuletzt 1291 nachweisbar, spätestens seit 1265 verheiratet mit Graf Willhem von Nieder-Salm
- Peronetta, nachweisbar 1276–1301, † vor 1304, verheiratet mit Graf Ludwig von Arnsberg
- Katharina, nachweisbar bis 1287, spätestens seit 1273 verheiratet mit dem Kölner Burggrafen Johann von Aremberg
- Blancheflor, spätestens seit 1277 verheiratet mit Graf Heinrich I. von Sponheim
- Mathilde, nachweisbar 1287 als damals noch unmündig

Wilhelm ist als Sohn von Richarda und als Erstgeborener bezeugt. Falls Wilhelm IV. mit Margarethe verheiratet war, hatte er also zumindest keinen Sohn mit ihr. Von den Töchtern ist bei Margarethe, der älteren Mathilde und Richarda keine Mutter in den Quellen erwähnt, sie könnten also einer Ehe mit Margarethe entstammen.

## Tod
Am 16. März 1278 ritt Wilhelm mit seinen Söhnen Wilhelm und Roland (andere Quellen: mit drei Söhnen) in Aachen ein, um für König Rudolf I. von Habsburg Steuern einzutreiben. Es kam zu einem Aufruhr, und Wilhelm wurde von Aachener Bürgern erschlagen. Einer Aachener Sage zufolge soll er bei Nacht versucht haben, die Stadt in seine Gewalt zu bringen, und dabei von einem Schmied erschlagen worden sein.
In einem am 20. September 1280 auf Schloss Schönau geschlossenen Sühnevertrag zwischen der Stadt Aachen und Wilhelms Witwe Richarda wurde die Stadt zur Zahlung eines hohen Schadenersatzes und zur Errichtung von vier Sühnealtären verpflichtet.
Nach Abschluss des Vertrags wurde Wilhelms Leichnam aus dem Aachener Weißfrauenkloster nach Nideggen überführt und dort in der unterhalb der Burg Nideggen gelegenen Kirche St. Johannes Baptist begraben. Seine Tumba wurde mit einer lateinischen Inschrift mit Bezug auf das Ereignis versehen.
Bei einer geophysikalischen Untersuchung der Kirche St. Johannes Baptist in Nideggen im August 2019 wurden Hinweise darauf gefunden, dass sich unter dem Altarraum eine Gruft von 3,16 mal 3,43 Metern befinden könnte, in dem „sogar zwei Sarkophage Platz hätten“. Die Vermutungen gehen dahin, dass Wilhelm IV. und Richarda dort bestattet sein könnten.

## Nachfolge
Nach dem Tod Wilhelms regierten die verbliebenen Söhne Walram, Gerhard und Otto die Grafschaft gemeinsam unter der Leitung ihrer Mutter Richarda, die bis 1280 als Repräsentantin des Hauses Jülich nachweisbar ist. Erst 1283 wird Walram, der vorher nur unter seinen geistlichen Titeln auftrat, als Graf von Jülich bezeichnet. Nach seinem Tod folgte ihm sein Bruder Gerhard im Grafenamt.